# 北京路街道 (遵义市)
北京路街道，是中华人民共和国贵州省遵义市红花岗区下辖的一个街道办事处。
2016年3月20日，国务院批复同意贵州省调整遵义市部分行政区划，将原汇川区的北京路街道划归红花岗区管辖。

## 行政区划
北京路街道下辖以下地区：
北京路社区、插旗山社区、春天堡社区、火车站社区和环城路社区。